# جانيت جاجان
جانيت جاجان (بالإنجليزية: Janet Jagan)‏ (و. 1920 – 2009 م) هي كاتبة من الولايات المتحدة الأمريكية ولدت في شيكاغو.

## روابط خارجية
- جانيت جاجان على موقع IMDb (الإنجليزية)
- جانيت جاجان على موقع الموسوعة البريطانية (الإنجليزية)
- جانيت جاجان على موقع مونزينجر (الألمانية)
- جانيت جاجان على موقع إن إن دي بي (الإنجليزية)